# Olutanga
Olutanga ist eine Insel im Süden der Philippinen im Golf von Moro. Sie liegt unmittelbar vor der Halbinsel Zamboanga im Westen der Insel Mindanao.

## Verwaltung
Die Insel zählt zur philippinischen Provinz Zamboanga Sibugay und ist in drei Gemeinden unterteilt: Den westlichen Inselteil nebst der kleinen vorgelagerten Insel Lutangan nimmt die gleichnamige Gemeinde Olutanga ein, die Inselmitte gehört zu Talusan und der Ostteil zu Mabuhay.